# Araputanga
Araputanga es un municipio brasilero del estado de Mato Grosso.

## Geografía
Se localiza a una latitud 15º28'16" sur y a una longitud 58º21'11" oeste, estando a una altitud de 200 metros. Su población estimada en 2016 era de 16.109 habitantes, pero se estima que Araputanga poseería cerca de 20 mil habitantes hoy en 2010. Posee un área de 1608,52 km².

## Clima
Araputanga posee un clima tropical semihúmedo, compuesto por dos períodos bien definidos: las lluvias y la estación seca. Las lluvias comienzan en la primavera y van hasta el final del verano, la estación seca comienza en el otoño y va hasta el final del invierno. Frentes fríos unidos a las masas de aire polar hacen que las temperaturas puedan llegar a menos de 10 °C durante las madrugadas, entre los meses de mayo a septiembre. Las heladas son raras registrándose una cada cinco años en promedio. Los meses de más calor van de septiembre a noviembre, cuando la temperatura puede alcanzar los 40 °C. La mayor intensidad de lluvias ocurre en los meses de verano.